# Olé Coltrane
Olé Coltrane från 1962 är ett jazzalbum med John Coltrane. 

## Låtlista
Musiken är skriven av John Coltrane om inget annat anges.
1. Olé – 18:16
2. Dahomey Dance – 10:52
3. Aisha (McCoy Tyner) – 7:39

Bonusspår på cd-utgåvan från 2000
1. To Her Ladyship (original untitled ballad) (Billy Frazier) – 8:59

## Musiker
- John Coltrane – sopransax (spår 1, 4), tenorsax (spår 2, 3)
- Freddie Hubbard – trumpet
- Eric Dolphy – flöjt (spår 1, 4), altsax (spår 2, 3)
- McCoy Tyner – piano
- Reggie Workman – bas (spår 1–3)
- Art Davis – bas (spår 1, 2, 4)
- Elvin Jones – trummor